# Tour der italienischen Rugby-Union-Nationalmannschaft nach Australien 1994
| Tour der Italiener nach Australien 1994 | Tour der Italiener nach Australien 1994 | Tour der Italiener nach Australien 1994 | Tour der Italiener nach Australien 1994 | Tour der Italiener nach Australien 1994 |
| Übersicht                               | S                                       | G                                       | U                                       | N                                       |
| --------------------------------------- | --------------------------------------- | --------------------------------------- | --------------------------------------- | --------------------------------------- |
| Test Matches                            | 2                                       | 0                                       | 0                                       | 2                                       |
| Sonstige Spiele                         | 6                                       | 6                                       | 0                                       | 0                                       |
| Gesamt                                  | 8                                       | 6                                       | 0                                       | 2                                       |
|                                         |                                         |                                         |                                         |                                         |
| Australien                              | 2                                       | 0                                       | 0                                       | 2                                       |

Die Tour der italienischen Rugby-Union-Nationalmannschaft nach Australien 1994 umfasste eine Reihe von Freundschaftsspielen der italienischen Rugby-Union-Nationalmannschaft. Sie reiste im Juni 1994 durch Australien, wobei sie während dieser Zeit acht Spiele bestritt. Darunter waren zwei Test Matches gegen die australische Nationalmannschaft, die beide verloren gingen. Im ersten Test Match verpassten die Italiener den Sieg nur sehr knapp mit drei Punkten Unterschied und im zweiten Test Match fiel das Ergebnis aufgrund von Fehlentscheidungen des Schiedsrichters deutlicher aus als es dem Spielverlauf entsprochen hätte. Hinzu kamen sechs Spiele gegen Auswahlteams, die alle von den Italienern gewonnen werden konnten.

## Spielplan
- Hintergrundfarbe grün = Sieg
- Hintergrundfarbe rot = Niederlage

(Test Matches sind grau unterlegt; Ergebnisse aus der Sicht Italiens)
| # | Datum         | Gegner                  | Ort       | Stadion              | Ergebnis |
| - | ------------- | ----------------------- | --------- | -------------------- | -------- |
| 1 | 01. Juni 1994 | Northern Territory      | Darwin    |                      | 37:6     |
| 2 | 04. Juni 1994 | South Australia         | Adelaide  |                      | 60:12    |
| 3 | 08. Juni 1994 | Sydney                  | Sydney    |                      | 36:26    |
| 4 | 12. Juni 1994 | Queensland Reds         | Brisbane  | Ballymore Stadium    | 21:19    |
| 5 | 15. Juni 1994 | Queensland Country      | Toowoomba |                      | 57:13    |
| 6 | 18. Juni 1994 | Australien              | Brisbane  | Ballymore Stadium    | 20:23    |
| 7 | 21. Juni 1994 | New South Wales Country | Nowra     |                      | 30:20    |
| 8 | 26. Juni 1994 | Australien              | Melbourne | Olympic Park Stadium | 7:20     |

## Test Matches
| 18. Juni 1994 | Australien                                                                         | 23 : 20         | Italien                                   | Ballymore Stadium, Brisbane Zuschauer: 20.815 Schiedsrichter: Ian Rogers (Südafrika) |
| 18. Juni 1994 | Versuche: Burke Herbert Erhöhungen: Lynagh Wallace Straftritte: Lynagh (2) Wallace | (10:11) Bericht | Versuche: Bonomi Straftritte: Troiani (5) | Ballymore Stadium, Brisbane Zuschauer: 20.815 Schiedsrichter: Ian Rogers (Südafrika) |

Aufstellungen:
- Australien: Matt Burke, David Campese, Tony Daly, John Eales, Tim Gavin, George Gregan, Dan Herbert, Phil Kearns, Michael Lynagh , Ewen McKenzie, Garrick Morgan, Damian Smith, Ilivasi Tabua, Richard Tombs, David Wilson 
 Auswechselspieler: Peter Slattery, Tim Wallace
- Italien: Orazio Arancio, Massimo Bonomi, Carlo Checchinato, Marcello Cuttitta, Massimo Cuttitta, Roberto Favaro, Gabriel Filizzola, Mario Gerosa, Mark Giacheri, Massimo Giovanelli , Carlo Orlandi, Franco Properzi-Curti, Luigi Troiani, Alessandro Troncon, Paolo Vaccari 
 Auswechselspieler: Stefano Bordon

| 26. Juni 1994 | Australien                                 | 20 : 7         | Italien                               | Olympic Park Stadium, Melbourne Zuschauer: 15.539 Schiedsrichter: Ian Rogers (Südafrika) |
| 26. Juni 1994 | Versuche: Campese Straftritte: Wallace (5) | (15:0) Bericht | Versuche: Orlandi Erhöhungen: Troiani | Olympic Park Stadium, Melbourne Zuschauer: 15.539 Schiedsrichter: Ian Rogers (Südafrika) |

Aufstellungen:
- Australien: Matt Burke, David Campese, Tony Daly, John Eales, Tim Gavin, George Gregan, Dan Herbert, Phil Kearns , Rod McCall, Ewen McKenzie, Matt Pini, Damian Smith, Ilivasi Tabua, Tim Wallace, David Wilson
- Italien: Orazio Arancio, Massimo Bonomi, Stefano Bordon, Carlo Checchinato, Marcello Cuttitta, Massimo Cuttitta, Roberto Favaro, Mario Gerosa, Mark Giacheri, Massimo Giovanelli , Carlo Orlandi, Franco Properzi-Curti, Luigi Troiani, Alessandro Troncon, Paolo Vaccari